# PlayStation Home
PlayStation Home fue una comunidad de avatares 
basada en el servicio de la red de PlayStation que estuvo en desarrollo desde principios de 2005. Home permitía a los usuarios crear un avatar desde su consola PlayStation 3. Este avatar disponía de su propio espacio virtual o apartamento, que podía ser adornado con elementos que los usuarios podían recibir de varias maneras. A medida que avanzaba el tiempo, el servicio se amplió, lo que permitió a los jugadores disponer de distintos tipos de ropa o grandes apartamentos.
Sony tenía como objetivo inicial que la descarga tuviera un tamaño menor a 500MB. En la página de inicio se anunció que en la Game Developers Conference celebrada el 7 de marzo de 2007 que se esperaba un lanzamiento mundial para septiembre u octubre del año 2007. Durante el TGS 2007, la plena liberación del servicio se pospuso hasta la primavera de 2008. El 21 de abril de 2008 Sony Computer Entertainment anunció que la beta cerrada se extendería hasta el otoño de 2008, el 21 de noviembre de 2008 Sony Computer Entertainment anunció el envío de 100,000 invitaciones para ser un Home Beta Tester junto con el código de descarga de Home version 1.0.

El 11 de diciembre de 2008, PlayStation Home salió de la beta privada y se lanzó a nivel mundial de manera simultánea en calidad de beta pública (todos los usuarios de PlayStation 3 que poseen una cuenta en PS Network podían acceder de manera gratuita). Así se mantuvo hasta el final del servicio.
El 31 de marzo de 2015, PlayStation Home dejó de prestar sus servicios y cerró todos sus servidores en todas las regiones del planeta, finalizando de este modo el proyecto PlayStation Home.

## Medio ambiente y diseño
Las fotografías y el video dadas a conocer por Sony mostraron a los usuarios reunidos en una zona específica de Home con forma de plaza común para todos. También se mostró a los usuarios en sus propios apartamentos con su propia elección de la decoración y el mobiliario. Los usuarios también podían invitar a otros usuarios a sus apartamentos.
En el mundo fuera de las casas de los jugadores, ellos podían reunirse y conversar con otros miembros de la comunidad. Podían invitar a sus amigos para pasar el rato, se comunicaban a través de un chat de voz o chat de texto normal. En grupo se podía escuchar música, jugar o intercambiar contenidos. En la beta cerrada se mostraron pantallas de vídeo y reproductores de música que funcionaban desde el HDD de la propia PS3, pero jamás llegaron a ver la luz por problemas de derechos (licencias de copyright). Los marcos virtuales fueron lanzados con retraso aunque estaban programados desde las primeras versiones de la beta, debido a problemas de derechos.
Posteriormente, incorporaron televisores en apartamentos privados, así como radios, pero no permitían la carga de contenido desde el disco duro y solo estuvieron disponibles para Estados Unidos e Inglaterra.
Cada usuario tenía un apartamento privado que podían modificar y cambiar con el tiempo. El apartamento básico era gratuito y ofrecía a la opción interactiva para encender y apagar las luces, pues en principio los apartamentos no solían incorporar interacciones (esto fue incluido en la versión 1.30). El apartamento básico ("Estudio del Mar", que era solo una remodelación del estudio mostrado en el E3 de 2007) es el único que incorporó la opción de cambiar el papel de pared que incorporaba el código del programa. Sony prometió herramientas a los usuarios para crear contenido, pero jamás la ofrecieron, aunque hubo third parties que realizaban votaciones para crear ítems sobre la base de diseños hechos por usuarios. Tampoco se incluyó el comercio entre jugadores tal y como Sony prometió.
En el momento de la liberación, el usuario se integraba desde su propia PlayStation 3, lo que significa que si el usuario se desconecta de Home, entonces el acceso a este usuario al apartamento ya no existía hasta que él se registra de nuevo. Según Sony, estuvieron buscando nuevas maneras de eludir esta cuestión, pero finalmente se quedó como estaba.
El mundo de la PlayStation Home no sólo consistía en las casas de los jugadores, sino que también ofrecía juegos arcade, así como bolos y billar.
El aspecto del avatar, decoraciones, dónde viajar, la configuración, etc, se podía controlar en una representación virtual de PlayStation Portable. Sony ha dicho que será estricta en el spamming de Home. Ellos han dicho en la página web GameSpot que serán capaces de bloquear la consola del usuario y la dirección IP para que no pueda conectarse al servicio.
Además de los principales espacios públicos ofrecidos por Sony y la zona personal de apartamentos, muchos desarrolladores de juegos abrieron sus propios espacios de presentación de sus productos. Los desarrolladores que crearon espacios para el Home fueron, entre muchos, EA, Activision, SEGA, Ubisoft, THQ y Rockstar Games. Individualmente, los juegos también tuvieron su propio espacio.
En los últimos años, también tuvieron espacios publicitarios no solamente productos de videojuegos. Phil Harris, jefe del proyecto, dijo que los lugares en torno a las empresas de cafeterías (se cree que sería Starbucks Coffee pero acabó siendo Georgia), famosas empresas de bebidas (Coca-Cola y Pepsi), discográficas, etc. permitió su espacio en Home.
PlayStation Home solo estuvo disponible para América, Japón, Asia (Japón tenía su propio servidor) y Europa

## Comunicación
Existían al menos cuatro maneras de comunicarse con otros usuarios en el ambiente. Los usuarios podían escribir en el teclado virtual, un teclado USB o Bluetooth, hablar utilizando un auricular Bluetooth o USB, y el uso de e-motions, basados en emoticones. Por conveniencia, existe también una biblioteca de mensajes predefinidos de texto para elegir a través del teclado o controlador, como "Hola" o "No tengo teclado"
La comunicación se dividía en canales, con dos tipo de canales según como comunicarse: De texto y de voz. Dentro de los de texto, se encontraban el canal público (con todas las personas cercanas), el canal de grupo, de club y privado (a modo de mensajes privados). Los de voz se dividían de modo similar, solo que en espacios completamente públicos es totalmente imposible de usar.
Era posible crear un grupo privado, de hasta 15 personas, con un canal de chat aparte, tanto de voz como de texto.

## Actualizaciones
Una característica de Home eran las actualizaciones de contenido semanales, que ampliaban la experiencia del usuario. El contenido era liberado por la propia SCE o por Third Parties asociadas.
Las actualizaciones de cliente eran menos comunes y se utilizaban para incluir nuevas funciones en el código que podían ser usadas para nuevo contenido.
Una actualización a destacar incluyó el motor físico Havok, para la integración de juegos mejores dentro del propio Home, además de un sistema multijugador distinto con canal propio de voz y chat. En la región Europea se liberó un apartamento gratuito por parte del estudio VEEMEE (promocionado por Audi) para probar las nuevas capacidades de los juegos en Home. Los juegos estaban mejor logrados y se han podido ver algún intento de MMORPG como Mercia: Fracture Realms por parte de Lockwood Publishing. 
Las actualizaciones de contenido eran cada miércoles, en las que se incluía nuevo contenido para comprar y nuevos espacios.
Las actualizaciones de software eran menos frecuentes. La última actualización activa de Home fue la versión 1.75.

## Historia
Un servicio en línea fue objeto de especulación desde el lanzamiento de la PlayStation Network. Sony manifestó su interés por este sistema, específicamente de los logros, para la primera parte de los títulos, a pesar de que nunca liberó alguna información específica con respecto a ella.
Como una característica de PlayStation Home, se mencionó por primera vez en una entrevista con NG-Gamer, detallado por Kotaku, y finalmente confirmadas por NG-Gamer. Se anunció oficialmente por Phil Harrison, el 7 de marzo de 2007, durante su discurso de apertura de la Game Developers Conference.
Cuando Home se lanzó como Beta Abierta, en su versión Europea se componía de una Plaza Home, una Bolera, un Cine, un Centro Comercial y el espacio personal, los conocidos como los espacios núcleo, pues son los oficiales creados por Sony. Posteriormente, y hasta fecha de cierre, se dividía en distritos dedicados a un tipo de juego.
Home también era famoso por la facilidad con la que era posible modificar el contenido de manera ilegal a gusto del usuario, llegando a crear un mercado ilegal que ofrecían hacks a cambio de un pago. En los últimos años, los hacks eran más variados y Sony no se pronunció al respecto sobre parchear estos hacks ni proteger Home de estos hackers, pues el sistema de caché usado por Home podía ser descargado desde el propio PC del jugador, quien podía usar un servidor DNS para hacer creer a la PS3 que debe descargar del PC privado del usuario, permitiendo descargar archivos de caché modificados.
En verano de 2013, fue anunciada la descontinuación de Playstation®Home en la región asiática y japonesa. Dichas regiones dejaron de recibir nuevo contenido pero los servidores aun así continuaron en funcionamiento sin una fecha de cierre definida. En las regiones francocanadiense/europea y estadounidense/anglocanadiense PlayStation®Home continuó con actualizaciones semanales de contenido, aunque la participación en ellas era casi en exclusiva de las Third Parties, habiendo poco contenido original (nuevo) disponible, a excepción de elementos de pago que suelen ser ignorados y poco mencionados.
En la recta final, las Third parties más influyentes en Home fueron VEEMEE, Lockwood Publishing, Granzella (fundada por empleados de la mítica empresa "IREM" ), Ndreams y LOOT. También famosas marcas de ropa como DIESEL y Billabong tuvieron tiendas virtuales en Home.

## Comercio y contenido
A pesar de que el propio servicio era totalmente gratuito, el contenido disponible en la PlayStation Store como ropa, muebles o accesorios de juego específicos, debían ser adquiridos mediante previo pago, aunque algunos se podían descargar de forma gratuita. El contenido (no en su totalidad) también podía ser desbloqueado con esos juegos específicos.
La publicidad era una parte importante de Home, y Sony esperaba que los minoristas pudieran crear sus propios grupos de presión y desplegarlo con fines comerciales. En un principio, Sony era quien realizaba la publicidad, ya sea de productos u otros apartados. Más adelante, permitió a otras compañías insertar su propia publicidad en la red, incluyendo publicidad dinámica apuntada a los usuarios particulares.
Todas las transacciones dentro de PlayStation Home utilizaban el sistema Sony Wallet dentro de la PlayStation Store.

## Cierre de PlayStation Home a nivel mundial
El 23 de agosto de 2014, Sony anunció que el servicio Home de Japón dejaría de estar operativo el 31 de marzo de 2015. En aquel momento, Sony confirmó que esto solo afectaría a Japón, pero que en el resto de regiones (América y Europa) Home seguiría funcionando con total normalidad. Sin embargo, el 26 de septiembre de 2014, Sony confirmó que Home cerraría a nivel mundial el 31 de marzo de 2015, al igual que Japón.
Home dejó de publicar nuevos contenidos el 12 de noviembre de 2014, aunque los jugadores podían continuar descargando material de las tiendas hasta el 3 de diciembre del mismo año, momento en que todas las tiendas fueron cerradas. Home seguía operativo, pero ya no había actualizaciones ni contenido para comprar. A pesar de ello, Sony puso a disposición de los jugadores una serie de eventos, premios y artículos de manera gratuita, como muestra de agradecimiento por el apoyo a Home.
El 31 de marzo de 2015 fue el último día de servicio de PlayStation Home. Muchos jugadores se reunieron para despedir este "segundo hogar". El 1 de abril a las 9am (hora española), PlayStation Home fue desactivado para siempre.
Tras ser preguntados por varios medios especializados, Sony confirmó que no tienen planes para incluir PlayStation Home en PlayStation 4.

## Fechas Importantes
- Beta Privada: abril de 2007
- Beta Pública: 11 de diciembre de 2008
- Descontinuación (Asia y Japón): septiembre de 2013
- Descontinuación (América y Europa): noviembre de 2014
- Cese total del servicio: 31 de marzo de 2015